# Educación Superior Abierta y a Distancia
El Programa de Educación Superior Abierta y a Distancia (Programa ESAD) fue el proyecto basado en la modalidad de estudio abierta y a distancia creado por la Secretaría de Educación Pública de México, con la misión de formar profesionales en México y fuera de sus fronteras. vigente desde 2009 hasta 2012, y que por decreto presidencial cambiara definitivamente a Universidad Abierta y a Distancia de México.

## Historia de la UnAD de México
La Universidad Abierta y a Distancia de México surgió a partir del objetivo 3 del Programa sectorial de educación 2007-2012, cuyo objetivo específico 3.6 dice:
Impulsar la educación abierta y a distancia con criterios y estándares de calidad e innovación permanentes, con especial énfasis en la atención de regiones y grupos que carecen de acceso a servicios escolarizados.
• Crear la Universidad Abierta y a Distancia para responder a la demanda de educación superior.
A partir del cual, en el año de 2008 la Subsecretaría de Educación de la Secretaría de Educación Pública comenzó a evaluar la situación en que se encontraba la oferta de educación superior abierta y a distancia en México. En febrero de 2009, la SEP anunció que se crearía la Universidad Abierta y a Distancia , la cual comenzaría a operar en septiembre de ese año. El primer curso propedéutico, requisito para que los aspirantes se familiaricen con la novedosa forma de estudio, comenzó el 12 de octubre de 2009. La respuesta de los aspirantes fue mucho mayor a la esperada, pues se pensaba en una demanda de aproximadamente 10 mil estudiantes y se registró más de 33 mil.
El Programa de Educación Superior Abierta y a Distancia, llamado 'ESAD' por su propia comunidad, estuvo vigente desde agosto de 2009 (cuando se publicó las primeras convocatorias para estudiantes y docentes) hasta el 19 de enero de 2012, fecha en que se conoció el decreto presidencial que creaba oficialmente la Universidad Abierta y a Distancia de México, a partir del 20 de enero de 2012.

## Antecedentes de Educación Abierta y a Distancia en México
La experiencia de las instituciones de educación superior mexicanas en el ámbito de la educación a distancia es relativamente reciente. No obstante, sus antecedentes pueden rastrearse hasta finales de la década de 1960, cuando el entonces funcionario público Álvaro Gálvez y Fuentes impulsó en México el modelo de telesecundaria. Este consistía en la transmisión de clases mediante televisión, complementadas con guías de estudio impresas, con el objetivo de llevar educación básica a comunidades rurales y zonas alejadas de los centros urbanos.
El modelo mexicano de telesecundaria se inspiró en una experiencia similar desarrollada en Italia, adoptando tres componentes esenciales: el uso del "telemaestro" (docente en pantalla), la figura del maestro monitor (presente en el aula para acompañar a los estudiantes) y la provisión del aula con materiales didácticos adecuados.
Aunque la telesecundaria no puede considerarse estrictamente un modelo de educación en línea, representó el primer esfuerzo sistemático en México para incorporar tecnologías de comunicación en la enseñanza, y constituyó una estrategia relevante para combatir el rezago educativo, especialmente entre la población indígena y rural.
Uno de los retos estructurales que enfrentaba el sistema educativo mexicano era el crecimiento sostenido de la demanda estudiantil, superior a la capacidad de expansión de la infraestructura escolar. En este contexto, la telesecundaria surgió como una alternativa viable para ampliar la cobertura educativa en el país. Su diseño incluía materiales de apoyo impresos que permitían dar seguimiento al avance académico de los estudiantes.
Sin embargo, los resultados obtenidos no cumplieron completamente con las expectativas. Las transmisiones televisivas no lograron generar un entorno de aprendizaje suficientemente dinámico, ni capturar de forma sostenida la atención de los alumnos. Además, la calidad técnica y pedagógica de los contenidos transmitidos no podía competir con la oferta visual y temática de la televisión comercial de la época.
A pesar de ser una propuesta innovadora para su tiempo, la telesecundaria dejó en evidencia las limitaciones de depender exclusivamente de medios tecnológicos para sustituir la función docente. Esta experiencia subrayó la necesidad de considerar el papel insustituible del maestro en la creación de experiencias educativas de calidad.
Cuarenta años después, el surgimiento y masificación del Internet transformaría nuevamente el panorama de la educación a distancia en México, abriendo nuevas posibilidades para su desarrollo y expansión. 
Las primeras experiencias de capacitación de esta modalidad en México, tienen su origen en la creación del Instituto Federal de Capacitación del Magisterio, con la puesta en marcha de cuarenta y seis centros regionales en México, en el año 1945, durante la administración del Presidente de la República Manuel Ávila Camacho, siendo el Secretario de Educación Pública Jaime Torres Bodet.

## Oferta Educativa
Los estudios ofrecidos son:
Técnico Superior Universitario (TSU) en:
Urgencias Médicas
Licenciatura y TSU en:
Gerencia de Servicios de Salud
Nutrición Aplicada
Educación para la Salud
Políticas y Proyectos Sociales
Gestión Territorial
Matemáticas
Administración de Empresas Turísticas
Desarrollo Comunitario
Derecho
Seguridad Pública
Administración de PyMES
Mercadotecnia Internacional
Diseño y Comunicación Visual
Ingeniería y TSU en:
Biotecnología
Desarrollo de Software
Energías Renovables
Logística y Transporte
Tecnología Ambiental
Telemática